# More Than a Woman (album de Toni Braxton)
Pour les articles homonymes, voir More Than a Woman.
Albums de Toni Braxton
Snowflakes
(2001) Libra
(2005)
Singles
1. Hit The Freeway
Sortie : 15 octobre 2002

More Than a Woman est le quatrième album de la chanteuse américaine Toni Braxton, sorti le 18 novembre 2002. L’opus débute à la 13e position du Billboard 200 en se vendant à 98 000 exemplaires dès la 1re semaine.
L'album génère un single: Hit The Freeway en featuring Loon, qui a culminé à la 86e place du  Billboard  Hot 100, la 32e position du Hot R&B/Hip-Hop Songs et à la seconde place du Hot Dance Club Play.

## Historique
Après avoir obtenu un succès de par son troisième opus The Heat,, Toni en a profité pour sortir son 1er album de Noël, Snowflakes.

## Composition
L'album comporte des morceaux R&B et Hip-hop complétés de morceaux aux sonorités expérimentales. L'opus s'ouvre avec Let Me Show You The Way (Out), titre Hip-hop, décrit comme un « hymne féministe de l'année 2003 » par la BBC. La deuxième piste Give It Back est une autre chanson hip-hop, qui comprend la prestation du rappeur Big Tymers. Le troisième extrait A Better Man est une ballade R&B « futuristique ». La quatrième chanson et unique single de l'opus Hit The Freeway en featuring Loon, est un morceau R&B aux influences Hip-hop, produit par le groupe de producteurs The Neptunes, qui dévoile un refrain assez dur « Adieu mon seul et unique, rien d'autre ici peut être fait, je ne veux plus jamais vous revoir » mais assez accrocheur de par sa mélodie. La cinquième piste Lies, Lies, Lies, écrit par Keri Lewis, est « une ballade dramatique », comprenant une instrumentation en direct (y compris . Rock - chargée guitare électrique) et des chœurs en arrangement avec les sœurs Braxton. Le sixième extrait Rock Me, Roll Me, est décrit comme « un splendide ode au désir féminin qui de par ses violons révèle les harmonies distinctives de Braxton ».
La seconde partie de l'album est plus orienté R&B. La septième piste Selfish, une ballade r&b slow jam, coécrite en partie par Tamar Braxton, Brandy Norwood et Robert Smith et composée par Robert Smith, qui parle de jalousie. Do You Remember When est une chanson r&b produite par Rodney Jerkins. Le neuvième extrait Me & My Boyfriend utilise le titre Me and My Girlfriend du rappeur Tupac Shakur, sortit en 1996. La chanson suivante Tell Me est une chanson R&B aux sonorités expérimentales, assez sexy dans son ensemble, qui parle de fantasmes. Le onzième morceau And I Love You est une ballade composée par Babyface". La douzième chanson Always est une ballade R&B, assez tendre dans son ensemble, qui coécrite en partie par Tamar Braxton, Brandy Norwood et Robert Smith et composé par Robert Smith, parle d'amour et rappelle aux auditeurs les plus grands de tubes de Toni.

## Singles
Le 15 octobre 2002, elle publie le 1er extrait de l'opus Hit The Freeway en featuring Loon, qui a culminé à la 86e place du  Billboard  Hot 100, la 32e position du Hot R&B/Hip-Hop Songs et à la seconde place du Hot Dance Club Play. Le vidéoclip qui illustre la chanson est réalisé par Dave Meyers et Charles Infante. Elle y dévoile Toni en train de rouler en voiture, s'arretant sur pont pour danser avec ses danseuses alternant des scènes ou elle chante avec le rappeur Loon. Toni Braxton Hit The Freeway vidéo officielle Youtube
Un second single Lies Lies Lies, est alors proposé en radio mais ne bénéficie aucun vidéoclip.
En parallèle, un vinyle comprenant Give It Back et Let Me Show You the Way (Out) est alors commercialisé.
Le titre Me & My Boyfriend, qui sample le titre Me and My Girlfriend du rappeur Tupac Shakur, sortit en 1996 est alors suggéré comme single mais au même moment, Jay-Z et Beyoncé sortent le single '03 Bonnie & Clyde à la même époque, qui est basé sur la même chanson et Braxton s'abstient de la sortie de sa version en tant que single, accusant Jay-Z d'avoir volé son idée.

## Performance commerciale
L’opus débute à la 13e position du Billboard 200 en se vendant à 98 000 exemplaires dès la 1re semaine. L'opus est certifié disque d'or par Recording Industry Association of America le 13 décembre 2002.

## Liste des titres et formats
| No  | Titre                               | Auteur | Producteur(s)            | Durée |
| --- | ----------------------------------- | --- | ------------------------ | ----- |
| 1.  | Let Me Show You the Way (Out)       | Toni Braxton, Keri Lewis, Tamar Braxton, Ernest D. Wilson, Curtis Mayfield                                    | No I.D., Keri            | 4:19  |
| 2.  | Give It Back (featuring Big Tymers) | Toni Braxton, Tamar Braxton, Bryan Williams, Byron Thomas                                                     | Mannie Fresh             | 3:38  |
| 3.  | A Better Man                        | Ivan Matias, Andrea Martin, Gerrard C. Baker                                                                  | Matias, Martin, G. Baker | 4:00  |
| 4.  | Hit The Freeway (featuring Loon)    | Pharrell Williams, Loon                                                                                       | The Neptunes             | 3:49  |
| 5.  | Lies, Lies, Lies                    | Lewis, Stokley                                                                                                | Keri                     | 5:10  |
| 6.  | Rock Me, Roll Me                    | Toni Braxton, Lewis, Tamar Braxton                                                                            | Keri                     | 4:57  |
| 7.  | Selfish                             | Toni Braxton, Robert Smith, Kenisha Pratt, Brady Smith, Tamar Braxton, Blake English                          | Robert "Big Bert" Smith  | 3:47  |
| 8.  | Do You Remember When                | Toni Braxton, Rodney Jerkins, Fred Jerkins III, LaShawn Daniels                                               | Rodney Jerkins           | 4:03  |
| 9.  | Me & My Boyfriend                   | Toni Braxton, Tamar Braxton, Chink Santana, Irv Gotti, Tupac Shakur, Tyrone Wrice, Ricky Rouse, Darryl Harper | Chink Santana, Irv Gotti | 3:44  |
| 10. | Tell Me                             | Toni Braxton, Lewis, Anthony Bias, Anita Baker, Louis Johnson                                                 | Keri                     | 4:10  |
| 11. | And I Love You                      | Babyface, Daryl Simmons                                                                                       | Babyface                 | 4:02  |
| 12. | Always                              | Toni Braxton, R. Smith, Tamar Braxton, Pratt, B. Smith, English                                               | R. Smith                 | 4:29  |

Échantillons de chansons
- "Let Me Show You the Way (Out)" contient un extrait de la chanson "Love's Happening", écrite par Curtis Mayfield.
- "Me & My Boyfriend" contient un extrait de la chanson "Me And My Girlfriend", écrite par Tupac Shakur, Tyrone Wrice, Ricky Rouse et Darryl Harper.
- "Tell Me" contient une interpolation de la chanson "Sweet Love" écrite par Anthony Bias, Anita Baker et  Louis Johnson.

## Classement hebdomadaire
| Chart (2002)              | Peak position |
| ------------------------- | ------------- |
| Pays-Bas                  | 88            |
| France                    | 90            |
| Allemagne                 | 37            |
| Japon                     | 114           |
| Suisse                    | 23            |
| Royaume-Uni               | 123           |
| US Billboard 200          | 13            |
| US Top R&B/Hip-Hop Albums | 5             |